# 巧舟
巧舟（たくみ しゅう，1971年5月2日—）是CAPCOM所屬的電子遊戲製作人，本名相同。在官方網站通稱為。

## 經歷
於1994年加入CAPCOM，與現已退社的神谷英樹同期加入，出道作是《學校恐怖傳說 花子來了！》。巧舟最知名的作品是「逆轉裁判系列」，但在《逆轉裁判4》中已失去在開發組的領導地位，甚至沒有參與《逆轉檢事》的開發。現時在另一個小組開發全新的遊戲《幽灵欺诈》（Ghost Trick），已經於2010年推出，得到熱烈迴響與優異的銷售成績。後又回歸參與《大逆轉裁判》第一與第二部的製作，
喜愛泡坂妻夫的《亞愛一郎系列》、G·K·卻斯特頓的《布朗神父系列》、電視劇《神探可倫坡系列》（Columbo）等推理類的作品。在《逆轉裁判》中，有採用泡坂妻夫、江戶川亂步、有栖川有棲、東野圭吾、艾勒里·昆恩、約翰·狄克森·卡爾和湯瑪士·W·哈許的作品作為材料。
常在工作时喝酒。酒对他来说像是一种燃料，有想法灵光一闪时不喝酒，在开始写脚本时才开始喝。一开始只在重要的时候喝酒，随后喝酒的机会变得越来越多，据说早上一到公司就开始喝，到中午已经完全醉了。全盛期的时候曾一周喝完一瓶波旁威士忌。但是完全不会把公私混同，工作结束后就滴酒不沾。

## 作品

### 遊戲
- 學校恐怖傳說 花子來了！（学校のコワイうわさ 花子さんがきた!!，1995年8月11日，PS、SS）
- 生化危機2（1998年1月29日，PS）
- 恐龍危機（1999年7月1日，PS）導演
- 恐龍危機2（2000年9月13日，PS）監督
- 逆轉裁判（2001年10月12日，GBA）企畫、劇本、監督、配音（成步堂龍一）
- 逆轉裁判2（2002年10月18日，GBA）企畫、劇本、監督、配音（成步堂龍一）
- 逆轉裁判3（2004年1月23日，GBA）企畫、劇本、監督、配音（成步堂龍一）
- 逆轉裁判 復甦的逆轉（2005年9月15日，NDS）劇本、監督、配音（成步堂龍一）
- 逆轉裁判4（2007年4月12日，NDS）原作、總監督、配音（成步堂龍一）
- 幽靈詭計 Ghost Trick（2010年6月19日，NDS）
- 雷頓教授VS逆轉裁判（2012年11月29日、3DS）
- 大逆转裁判 成步堂龙之介的冒险（2015年7月9日、3DS）
- 大逆转裁判2 成步堂龙之介的觉悟（2017年8月3日、3DS）

### 動畫
- 逆轉裁判 ～對這個「真相」，有異議！～（2016年、2018年）原作監製、劇中插曲的作詞、作曲、演唱者